# Пътят на дракона
„Пътят на дракона“ (на китайски: 猛龍過江; на пинин: Měng Lóng Guò Jiāng) е хонконгски филм от 1972 година, екшън на режисьора Брус Лий по негов собствен сценарий.
В центъра на сюжета е кунг фу боец, който отива в Рим, за да помогне на свой роднина, когото мафията се опитва да принуди да продаде ресторанта си. Главните роли се изпълняват от Брус Лий, Нора Мяо, Чък Норис, Робърт Уол, Уан Чунсин.
„Пътят на дракона“ е единственият филм, режисиран от звездата на кунг фу екшъните Брус Лий, както и актьорският дебют на друга екшън звезда – Чък Норис.

## Други имена
Филмът е известен и със следните други имена в зависимост от района:
Fury of the Dragon (Европа: английско заглавие)
Mang lung goh kong (Хонг Конг: Cantonese title)
Return of the Dragon (САЩ)
Revenge of the Dragon (САЩ) (кабелна телевизия)
The Way of the Dragon (Хонг Конг: английско заглавие)